# HD11543
HD11543 — хімічно пекулярна зоря спектрального класу A6, що має видиму зоряну величину в смузі V приблизно  8,1.
Вона  розташована на відстані близько 325,5 світлових років від Сонця.